# Horseshoe Bay, Queensland
Horseshoe Bay är en del av en befolkad plats i Australien. Den ligger i kommunen Townsville och delstaten Queensland, omkring 1 100 kilometer nordväst om delstatshuvudstaden Brisbane.
Trakten är tätbefolkad. Närmaste större samhälle är Townsville, omkring 17 kilometer söder om Horseshoe Bay. 
Savannklimat råder i trakten. Genomsnittlig årsnederbörd är 1 076 millimeter. Den regnigaste månaden är mars, med i genomsnitt 273 mm nederbörd, och den torraste är september, med 4 mm nederbörd.